# Museumsbauernhof Wennerstorf

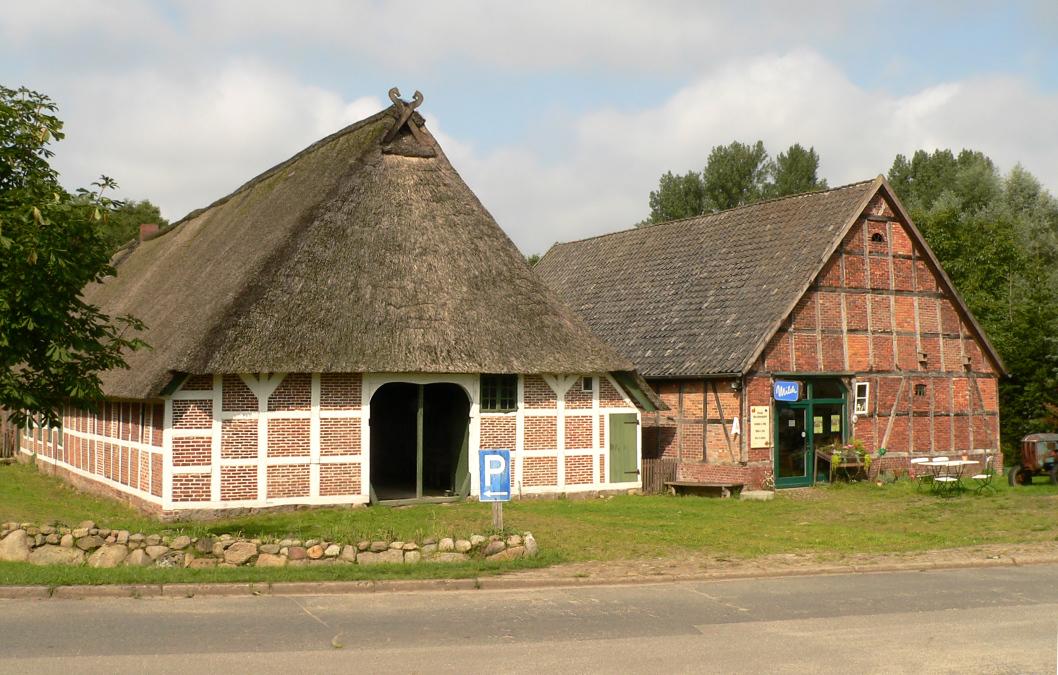
Links das ehemalige Bauernhaus, im rechten Gebäude Hofladen und Hofcafé

Der Museumsbauernhof Wennerstorf liegt im Nordheidedorf Wennerstorf in der Samtgemeinde Hollenstedt im Landkreis Harburg. Der Museumsbauernhof ist eine Außenstelle des Freilichtmuseums am Kiekeberg und wird vom Förderverein des Museums betrieben.

## Beschreibung
Der Bauernhof ist eine der ältesten Hofanlagen im Landkreis – Teile des Haupthauses wurden Mitte des 16. Jahrhunderts erbaut. Seit 1997 ist der „Smedshoff“ ein Museum. Der Museumsbauernhof stellt das Leben auf dem Bauernhof in den 1930er Jahren dar. Das geräumige Bauernhaus in Form eines Hallenhauses vereint Kuh- und Pferdeställe, Dreschdiele und Wohnung der Bauernfamilie sowie der Mägde und Knechte unter einem Dach. Alle Arbeiten, die auch früher traditionell zur Landwirtschaft gehörten, werden auf dem Museumsbauernhof vorgeführt. Gleichzeitig ist der Bauernhof auf ökologische Landwirtschaft ausgerichtet. Gartenbau und Feldarbeit werden hier nach Bioland-Richtlinien betrieben. Höhepunkte sind in jedem Jahr  die traditionellen Märkte auf dem Hof – vom Pfingstmarkt bis zum Apfeltag.

## Ausstellung
Der Museumsbauernhof Wennerstorf zeigt, wie eine Bauernfamilie um 1930 lebte. Eine umfangreiche Ausstellung stellt die bewegte Geschichte dieses Hofes dar: Eingerichtete Wohnräume, verschiedene landwirtschaftliche Geräte und Haustierrassen, die in den 1930er Jahren gehalten wurden, leben auf dem Bauernhof.

## Hofcafé und Hofladen
Das museumseigene Hofcafé hat vom Mai bis Oktober geöffnet und ist im Stil der 1930er Jahre eingerichtet, ebenso wie der angeschlossene Hofladen. Die Attraktion des Ladens ist seine historische Einrichtung. Verkauft werden die Produkte des Museumsbauernhofes wie Apfelsaft, selbstgekochte Fruchtaufstriche und Sirupe oder Spezialitäten wie Quittenbrot, aber auch nostalgisches Spielzeug und Dekorationsartikel.

## Ökologie

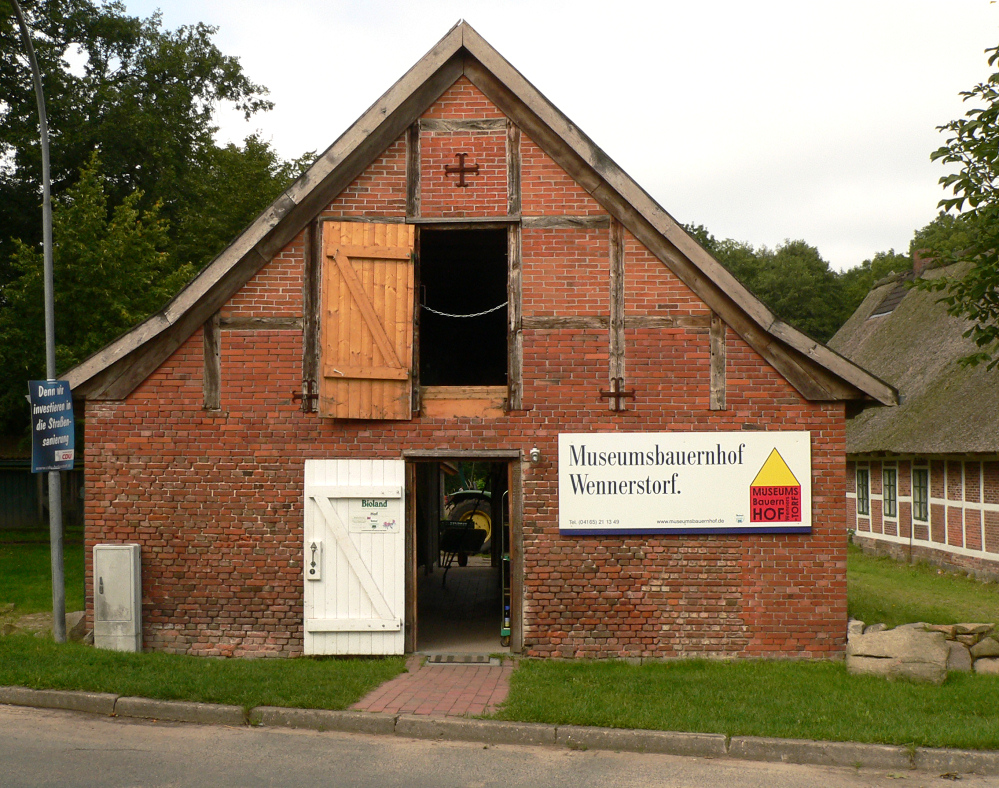
Backsteingebäude, in dem noch heute gewirtschaftet wird

Der Museumsbauernhof legt großen Wert auf ökologisches Wirtschaften. Alle Produkte werden ausschließlich nach Bioland-Richtlinien angebaut und die Tiere wachsen im Sinne des ökologischen Landbaus heran. Der Museumsbauernhof ist ein anerkannter Bioland-Betrieb. Alte und vom Aussterben bedrohte Haustierrassen leben hier, dazu gehören Ramelsloher Hühner und Bentheimer Landschafe.